# Les Effervessonne
Les Effervessonne étaient un festival musical organisé entre 1999 et 2006 chaque année au Grand Dôme de Villebon-sur-Yvette d'une capacité de 6 000 places ou au Stade Robert Bobin de Bondoufle, dans le département français de l'Essonne.
Le Festival, en banlieue, souffre la concurrence des salles parisiennes et voit son budget de 2003 monter à 800 000 euros dont le tiers financé par le Conseil général de l'Essonne malgré l'opposition de droite. La festival s'arrête après que le Cosneil général de l'Essonne ait accepté de régler les dettes de celui-ci en 2005.
En 2013, une webradio décide,  en accord avec les dépositaires du nom, de rendre hommage au festival en reprenant le nom.

## Programmation
- 2002 (Villebon-sur-Yvette) : Horace Andy, De La Soul, Stanley Beckford, Dionysos, Archive, Astonvilla, Fun Lovin' Criminals, Red, Gordon Gano et Stupeflip[1]
- 2003 (Villebon-sur-Yvette) : Alain Bashung, Jean-Louis Murat, les Wampas, Buena Vista Social Club[2]